# Mijnsluiting in Limburg (Nederland)

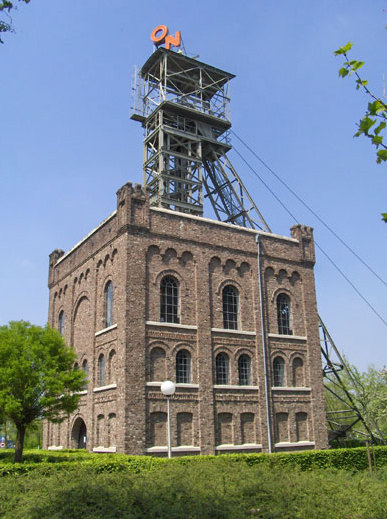
Nederlands Mijnmuseum in het schachtgebouw van Schacht II van de voormalige Oranje-Nassaumijn I in Heerlen

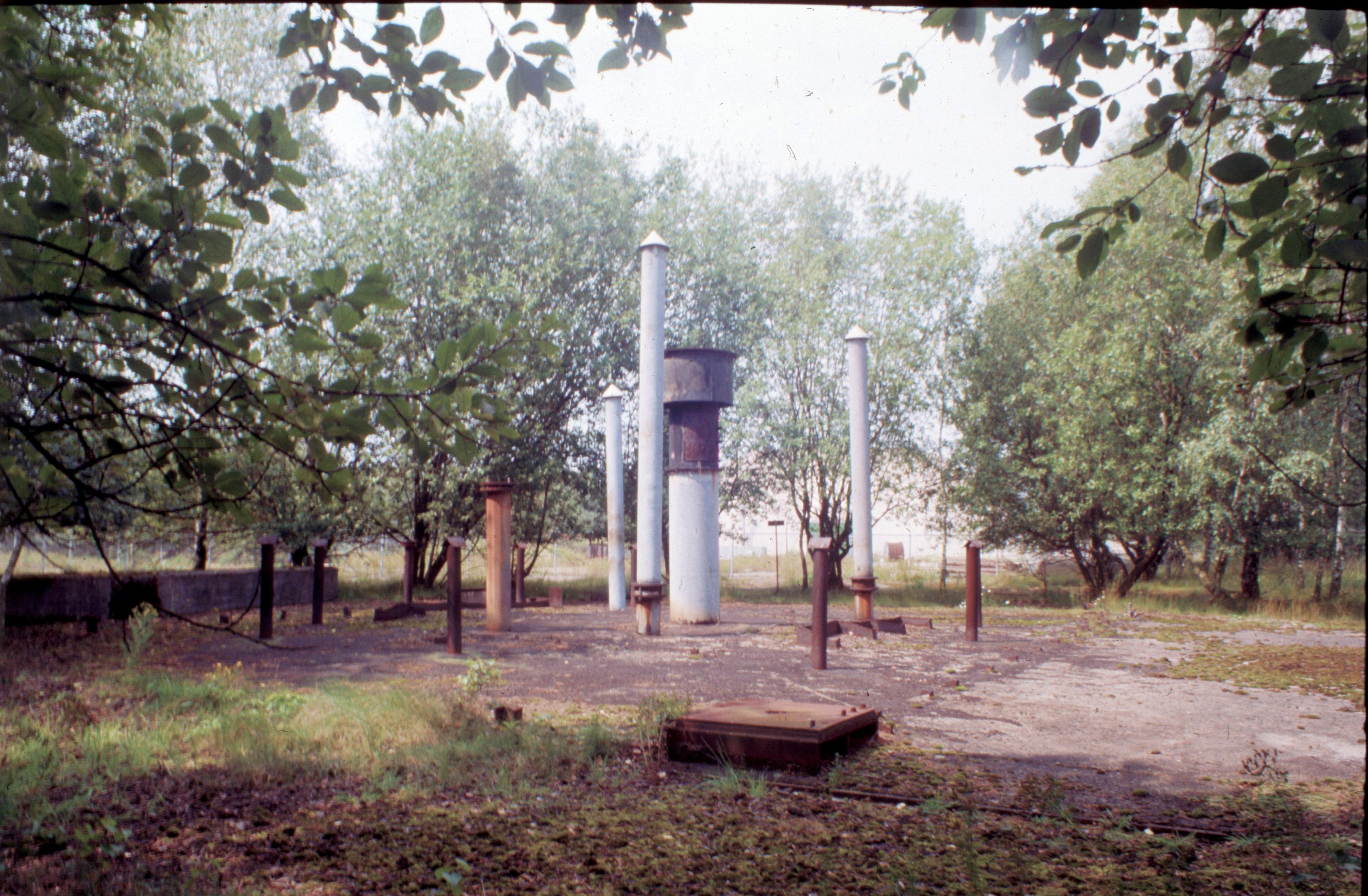
Zuidschacht van de nooit voltooide Staatsmijn Beatrix, Herkenbosch

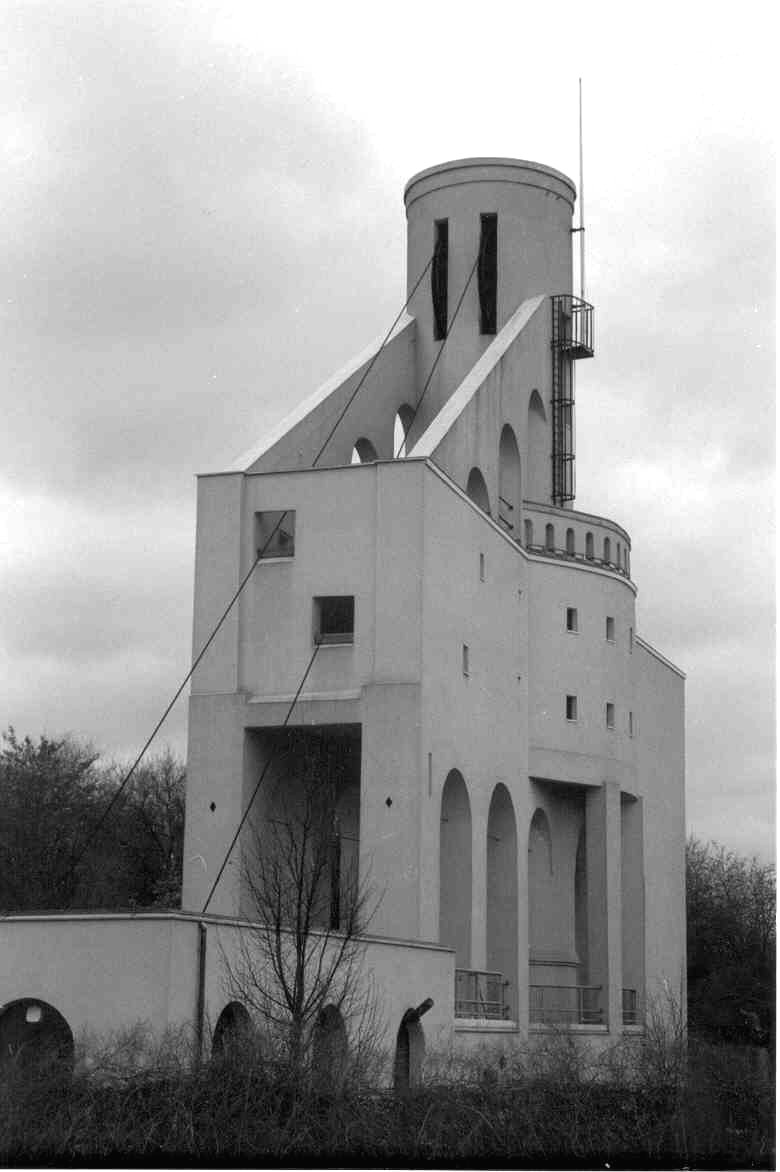
Schacht Nulland, Kerkrade

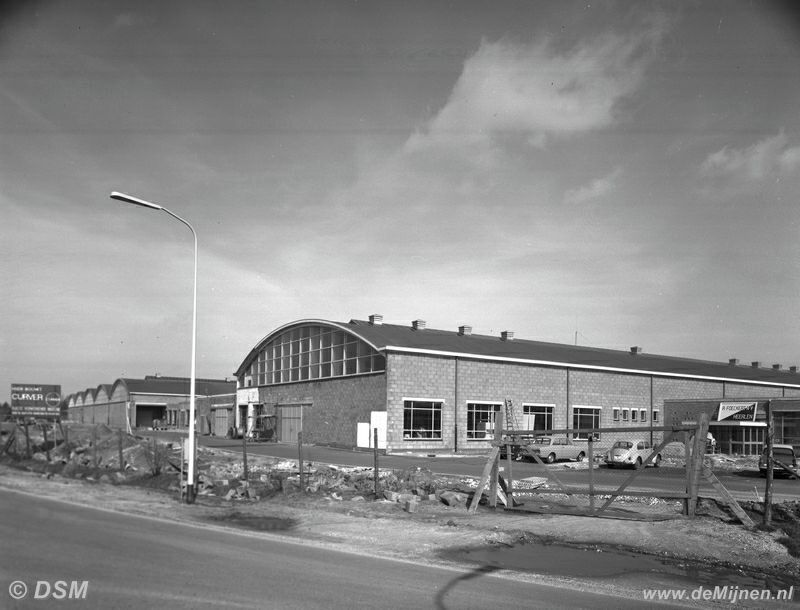
Het gebouw van Curver in Brunssum (1967)

De mijnsluiting in de Nederlandse provincie Limburg in de jaren 1960 en 1970 begon met een historische toespraak van de toenmalige minister van Economische Zaken Joop den Uyl in de Stadsschouwburg van Heerlen op 17 december 1965. De nota die als basis diende voor deze toespraak is bekend geworden als de Eerste Mijnnota.
Den Uyl, gesteund door commissaris van de Koningin Charles van Rooy en Frans Dohmen, voorzitter van de Nederlandse Katholieke Mijnwerkersbond (NKMB), gaf in deze toelichting aan dat de Limburgse mijnen -zowel de staatsmijnen als de particuliere mijnen- binnen tien jaar allemaal zouden worden gesloten. De minister deed hierbij de belofte dat geen sluitingen zonder vervangende werkgelegenheid zou volgen. Desondanks vervielen door het sluiten van de mijnen op den duur 45.000 directe, en zo'n 30.000 indirecte, arbeidsplaatsen.

## Arbeidsmarkt na de Eerste Mijnnota
De snel verslechterende markt voor steenkool en de vondst van enorme aardgasvoorraden in Slochteren, versnelden het proces. Per 1 april 1966 werd begonnen om de Staatsmijn Maurits af te bouwen. Hierdoor verlieten ongeveer drieduizend, voornamelijk jonge en goed opgeleide, arbeidskrachten zowel de Westelijke als de Oostelijke Mijnstreek om elders werk te vinden. De pendel naar Duitsland en België groeide explosief. Een jaar later verlieten nog eens zesduizend mensen de mijnstreek.

De mijnondernemingen ontwikkelden plannen voor nieuwe industriële projecten om de mijnwerkers onder te brengen. Hierdoor werd in 1967 de Stichting Werkvoorziening Particuliere Mijnen opgericht.
DAF en Curver namen in 1966 de beslissing om in Zuid-Limburg een vestiging te openen.
- DAF opende in 1967] een nieuwe personenwagenfabriek te Born. President-commissaris dr. Hub van Doorne sprak bij de opening de hoop uit dat door de komst van DAF de zorgen over de werkgelegenheid in Zuid-Limburg aanmerkelijk zouden worden verlicht. De omscholing van de mijnwerkers tot metaalarbeiders was reeds op 28 maart 1966 van start gegaan.
- Curver opende in 1967 een nieuwe fabriek te Brunssum.
- In het kader van de spreiding van Rijksdiensten opende het Algemeen Burgerlijk Pensioenfonds op 1 november 1968 zijn eerste dependance te Heerlen.
- De Staatsmijnen en Shell maakten in september 1969 bekend nabij Urmond een olieraffinaderij op te richten om het overtollig personeel van de Staatsmijn Maurits op te vangen.[2] Deze olieraffinaderij is nooit gerealiseerd.
- Ook werd het Fonds voor Sociale Instellingen van de Staatsmijnen en de door de particuliere mijnen opgerichte stichtingen voor de sociale werkvoorziening samengevoegd tot het sociale Werkvoorzieningschap Zuid-Oostelijk Limburg (Z.O.L.-Bedrijven, later: Licom).

## Tweede Mijnnota
De planning van de Eerste Mijnnota voorzag een geleidelijke afbouw van het sluitingsproces en was uitgestippeld tot 1974. Omdat het proces sneller verliep, kondigde minister De Block van Economische Zaken in november 1969, via de Tweede Mijnnota van 1 oktober 1969, de laatste fase aan van de mijnsluitingen. Zes van de twaalf Limburgse steenkoolmijnen waren inmiddels gesloten. Ongeveer 28.000 directe arbeidsplaatsen waren reeds verloren gegaan. De baan van de 17.000 resterende werknemers in de mijnindustrie zou niet lang daarna komen te vervallen. Op dat moment waren pas 8.000 vervangende arbeidsplaatsen gerealiseerd.

## Arbeidsmarkt na de Tweede Mijnnota
Het kabinet-Biesheuvel riep op 3 oktober 1971 een bijzondere Tweede Kamercommissie in het leven die werd belast met het opstellen van een perspectievennota voor Zuid-Limburg.
Tussen 1966 en 1972 hadden in totaal 92 bedrijven zich in Limburg gevestigd. Dit was goed voor zo’n 16.000 arbeidsplaatsen. De vestigende bedrijven kregen een premieregeling die nogal wat zwakke bedrijven aantrok, die het met de subsidies slechts enige tijd volhielden.
De werkloosheid in de regio liep snel op. In korte tijd steeg het aantal pendelaars naar Duitsland en België naar 17.000.
Op vrijdag 20 december en dinsdag 31 december 1974 werden de laatste kolenwagens met steenkool in de twee enige nog resterende steenkoolmijnen, de Julia te Eygelshoven en de Oranje-Nassau I te Heerlen, naar boven gehaald.

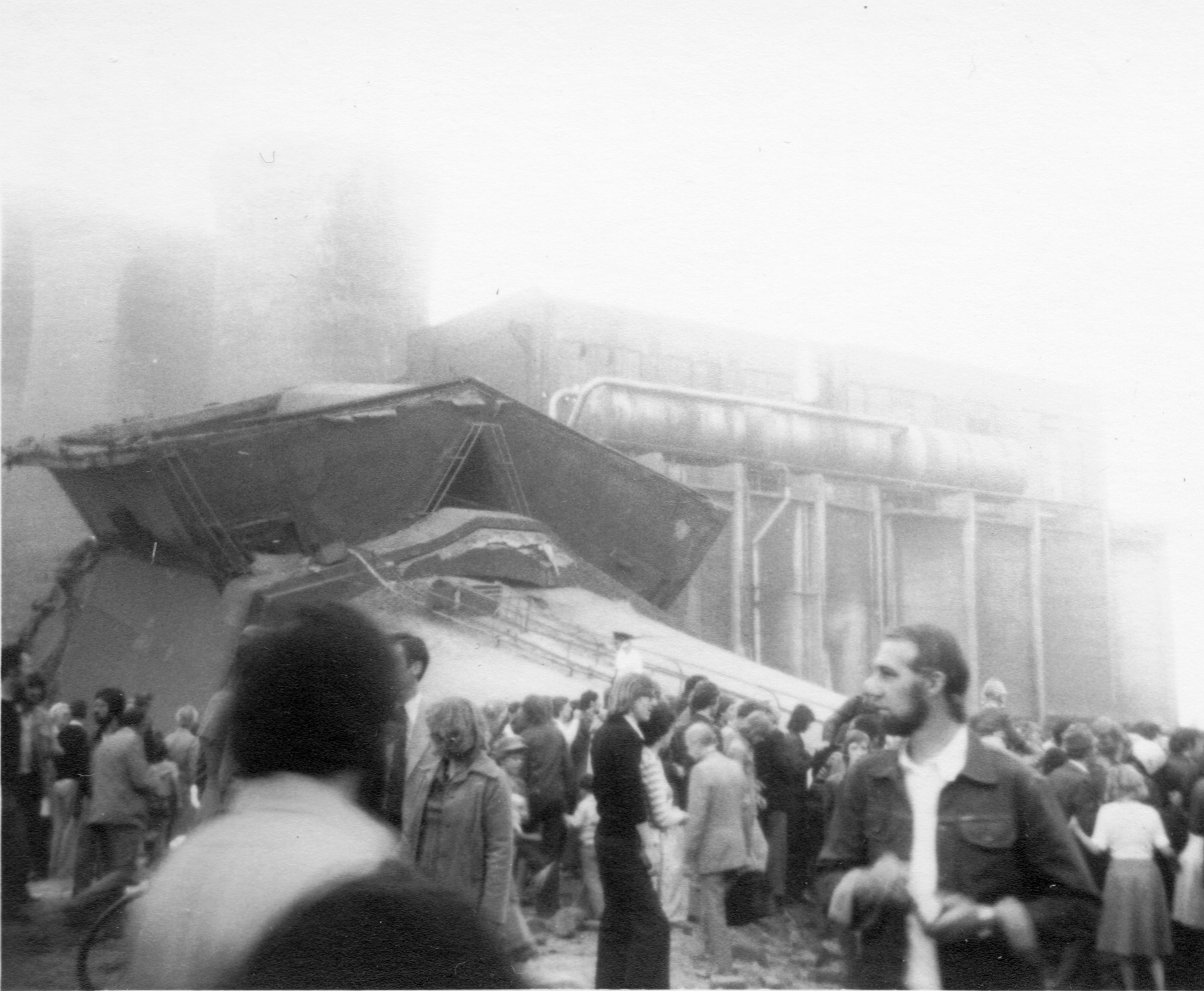
De schoorsteen Lange Jan van de Oranje Nassaumijn I kort na de sloop op 21 augustus 1976

In 1974 hadden inmiddels 7.500 ex-mijnwerkers, via een herscholingstraject, een nieuw beroep geleerd. Van alle mijnwerkers die hun baan hebben verloren was ongeveer 37 procent via pensioen of overlijden afgevloeid. Ruim 46 procent van de ex-mijnwerkers was buiten het reguliere arbeidsproces geraakt middels een overbruggingsregeling of de sociale werkvoorziening.
In het kader van de spreiding van rijksdiensten opent het Centraal Bureau voor de Statistiek (CBS) in mei 1974 een nevenvestiging in het voormalige directiegebouw van de Oranje-Nassaumijn I te Heerlen. Op hetzelfde voormalige mijnterrein werd in 1975 een compleet nieuw kantoorcomplex opgericht, gevolgd door opnieuw een pand op een steenworp afstand, dat op 30 september 2009 door koningin Beatrix werd geopend.
Het Economisch Technologisch Instituut Limburg (ETIL) becijferde in 1974 dat in de periode 1966-1974, exclusief de overgeplaatste rijksdiensten, in Zuid-Limburg slechts 14.000 nieuwe arbeidsplaatsen tot stand waren gekomen.
Op 17 januari 1975 werd de statutaire naam N.V. Nederlandse Staatsmijnen gewijzigd naar DSM (Dutch State Mines) NV. Gelijktijdig met de naamswijziging werd ook de structuur van het concern aangepast.
In 1975 ging de operatie Sanering Mijnterreinen (`Van zwart naar groen') van start. Economisch waardeloos geworden mijnterreinen kregen nieuwe bestemmingen. De kosten van het tienjarenprogramma werden geraamd op 12 miljard gulden.